# Yuxarı Qaralar
Yuxarı Qaralar è un comune dell'Azerbaigian situato nel distretto di İmişli. Conta una popolazione di 1 172 abitanti.